# Cephalotes unimaculatus
Cephalotes unimaculatus är en myrart som först beskrevs av Smith 1853.  Cephalotes unimaculatus ingår i släktet Cephalotes och familjen myror. Inga underarter finns listade.